# Xenopsylla coppensi
Xenopsylla coppensi är en loppart som beskrevs av Beaucournu, Houin et Rodhain 1970. Xenopsylla coppensi ingår i släktet Xenopsylla och familjen husloppor. Inga underarter finns listade i Catalogue of Life.